# Dva moža in pol
Dva moža in pol (izvirno Two And A Half Men) je ameriška humoristična televizijska serija, ki govori o hedonističnem piscu džinglov Charliju, njegovem zadrtem bratu Alanu in Charlijevem (na začetku serije 10-letnem) nečaku Jaku. Charlijevo svobodno in neodgovorno življenje se zaplete in spremeni, ko se njegov brat loči in pride živet v njegovo hišo ob morju.
V ZDA se je marca 2011 zaključila 8. sezona. 

V Sloveniji serijo vsak delovnik ob 15:35 predvaja Kanal A.
7. sezona se je začela v ponedeljek, 2. maja 2011, in se je končala v torek, 31. maja 2011.
Nova, 8. sezona prihaja na nov naročniški program POP FANI v sredo, 7. septembra 2011 ob 20.00.

## Igralska zasedba in liki

### Trenutni liki
- Charlie Sheen kot Charles Francis "Charlie" Harper, hedonistični samec, pisec džinglov/otroških pesmi.

- Jon Cryer kot dr. Alan Jerome Harper, Charlijev dvakrat ločeni brat kiropraktik.

- Angus T. Jones kot Jacob David "Jake" Harper, v šoli ne najbolj uspešen sin Alana in Judith.

- Conchata Ferrell (redno od druge sezone do sedanje sedme, v prvi občasno) kot Berta, njihova ostrojezična gospodinja.

- Holland Taylor kot Evely Harper, Alanova in Charlijeva domišlajava in vasezagledana mati, Jakova babica.

- Marin Hinkle kot Judith Melnick, Alanova maščevalna žena brez smisla za humor.

- Jennifer Taylor (redno v sedmi sezoni, občasno v šesti) kot Chelsea, Charlijevo dekle v večjem delu šeste sezone.

### Občasni liki
- Melanie Lynskey  (redno v prvi in drugi sezono, občasno od tretje do sedanje sedme) kot njihova soseda Rose.
- Ryan Stiles (občasno od druge sezone naprej) kot pediater Herb Melnick, bedasti in z vlaki obsedeni novi Judithin mož in Jakov očim.
- Jane Lynch kot dr. Linda Freeman, sprva Jakova, potem pa Alanova in Charlijeva psihologinja.

## Nagrade in nominacije

### Primetime emmyji
| Leto | Kategorija                                                                    | Nominiranec                                                                                                   | Izid       |
| ---- | ----------------------------------------------------------------------------- | --- | ---------- |
| 2004 | Izredna pesem v uvodni špici                                                  | Lee Aronsohn, Grant Geissman, Chuck Lorre                                                                     | Nominirani |
| 2004 | Izredna kinematografija za serijo, snemano z več kamerami                     | Steven V. Silver kot "Camel Filters And Pheremones"                                                           | Nominiran  |
| 2004 | Izredna scenografija za serijo, snemano z več kamerami                        | John Shaffner, Ann Shea kot "Alan Harper, Frontier Chiropractor"                                              | Nominirana |
| 2005 | Izredna stranska igralka v komični seriji                                     | Holland Taylor kot "Evelyn Harper"                                                                            | Nominirana |
| 2005 | Izredna stranska igralka v komični seriji                                     | Conchata Ferrell kot "Berta"                                                                                  | Nominirana |
| 2005 | Izredno mešanje zvoka za serijo ali special                                   | Robert LaMasney, Charlie McDaniel, Kathy Oldham, Bruce Peters za "Can You Eat Human Flesh With Wooden Teeth?" | Prejeli    |
| 2005 | Izredna montaža slike za serijo                                               | Joe Bella za "It Was Mame, Mom"                                                                               | Nominiran  |
| 2005 | Izredna kinematografija za serijo, snemano z več kamerami                     | Steven Silver za "Back Off, Mary Poppins"                                                                     | Nominiran  |
| 2005 | Izredna scenografija za serijo, snemano z več kamerami                        | John Shaffner, Ann Shea za "It Was 'Mame' Mom"/"A Low, Guttural Tongue Flapping Noise"                        | Nominirana |
| 2006 | Izredni stranski igralec v komični seriji                                     | Jon Cryer kot "Alan Harper"                                                                                   | Nominiran  |
| 2006 | Izredno mešanje zvoka za serijo ali special                                   | Bob La Masney, Charlie McDaniel, Kathy Oldham, Bruce Peters za "The Unfortunate Little Schnauzer"             | Nominirani |
| 2006 | Izredna montaža slike za serijo                                               | Joe Bella za "That Special Tug"                                                                               | Prejel     |
| 2006 | Izredni glavni igralec v komični seriji                                       | Charlie Sheen kot "Charlie Harper"                                                                            | Nominiran  |
| 2006 | Izredni gostujoči igralec v komični seriji                                    | Martin Sheen kot "Harvey"                                                                                     | Nominiran  |
| 2006 | Izredna komična serija                                                        | | Nominirana |
| 2006 | Izredna kinematografija za serijo, snemano z več kamerami                     | Steven V. Silver za "Carpet Burns And A Bite Mark"                                                            | Nominiran  |
| 2007 | Izredna stranska igralka v komični seriji                                     | Holland Taylor kot "Evelyn Harper"                                                                            | Nominirana |
| 2007 | Izredna stranska igralka v komični seriji                                     | Conchata Ferrell kot "Berta"                                                                                  | Nominirana |
| 2007 | Izredni stranski igralec v komični seriji                                     | Jon Cryer kot "Alan Harper"                                                                                   | Nominiran  |
| 2007 | Izredna montaža slike za serijo                                               | Joe Bella za "Release The Dogs"                                                                               | Prejel     |
| 2007 | Izredni glavni igralec v komični seriji                                       | Charlie Sheen kot "Charlie Harper"                                                                            | Nominiran  |
| 2007 | Izredna komična serija                                                        | | Nominirana |
| 2007 | Izredna kinematografija za serijo, snemano z več kamerami                     | Steven Silver za "Release The Dogs"                                                                           | Prejel     |
| 2008 | Izredna stranska igralka v komični seriji                                     | Holland Taylor kot "Evelyn Harper"                                                                            | Nominirana |
| 2008 | Izredni stranski igralec v komični seriji                                     | Jon Cryer kot "Alan Harper"                                                                                   | Nominiran  |
| 2008 | Izredna montaža zvoka za komično ali dramsko serijo (polurno) in animacija    | Bruce Peters, Kathy Oldham, Charlie McDaniel, Bob La Masney za "Is There A Mrs. Waffles?"                     | Nominirani |
| 2008 | Izredno ličenje za serijo, snemano z več kamerami, ali special (neprostetsko) | Janice Berridge, Peggy Nichols, Shelly Woodhouse-Collins, Gabriel Solana za "City Of Great Racks"             | Nominirani |
| 2008 | Izredni glavni igralec v komični seriji                                       | Charlie Sheen kot "Charlie Harper"                                                                            | Nominiran  |
| 2008 | Izredno oblikovanje las za serijo, snemano z več kamerami, ali special        | Pixie Schwartz, Krista Borrelli, Ralph M. Abalos, Janice Zoladz za "City Of Great Racks"                      | Nominirane |
| 2008 | Izredna komična serija                                                        | | Nominirana |
| 2009 | Izredni stranski igralec v komični seriji                                     | Jon Cryer kot "Alan Harper"                                                                                   | Prejel     |
| 2009 | Izredni glavni igralec v komični seriji                                       | Charlie Sheen kot "Charlie Harper"                                                                            | Nominiran  |
| 2010 | Izredni stranski igralec v komični seriji                                     | Jon Cryer kot "Alan Harper"                                                                                   | Nominiran  |
| 2010 | Izredna stranska igralka v komični seriji                                     | Holland Taylor kot Evelyn Harper                                                                              | Nominirana |
| 2010 | Izredna gostujoča igralka v komični seriji                                    | Jane Lynch kot dr. Linda Freeman, za "818-jklpuzo"                                                            | Nominirana |
| 2010 | Izredna kinematografija za serijo, snemano z več kamerami                     | Steven V. Silver za "Crude and Uncalled For"                                                                  | Nominirana |
| 2010 | Izredno oblikovanje las za serijo, snemano z več kamerami, ali special        | Pixie Schwartz, Krista Borrelli, Ralph Abalos, Janice Allison za "That's Why They Call It Ballroom"           | Nominirana |
| 2010 | Izredna montaža zvoka za komično ali dramsko serijo (polurno) in animacija    | Bruce Peters, Bob LaMasney, Kathy Oldham za "Fart Jokes, Pie and Celeste"                                     | Nominirana |

### Zlati globusi
| Leto | Kategorija                                      | Nominiranec                        | Izid      |
| ---- | ----------------------------------------------- | ---------------------------------- | --------- |
| 2005 | Najboljši igralec v mjuziklu ali komični seriji | Charlie Sheen kot "Charlie Harper" | Nominiran |
| 2006 | Najboljši igralec v mjuziklu ali komični seriji | Charlie Sheen kot "Charlie Harper" | Nominiran |